# 麥覺理文法學校
麥覺理文法學校（英語：Macquarie Grammar School）是澳洲新南威爾斯州雪梨商業中心區的一所私立、獨立、世俗、輪位、男女同校的學校，建於2004年。